# 反結合性軌道

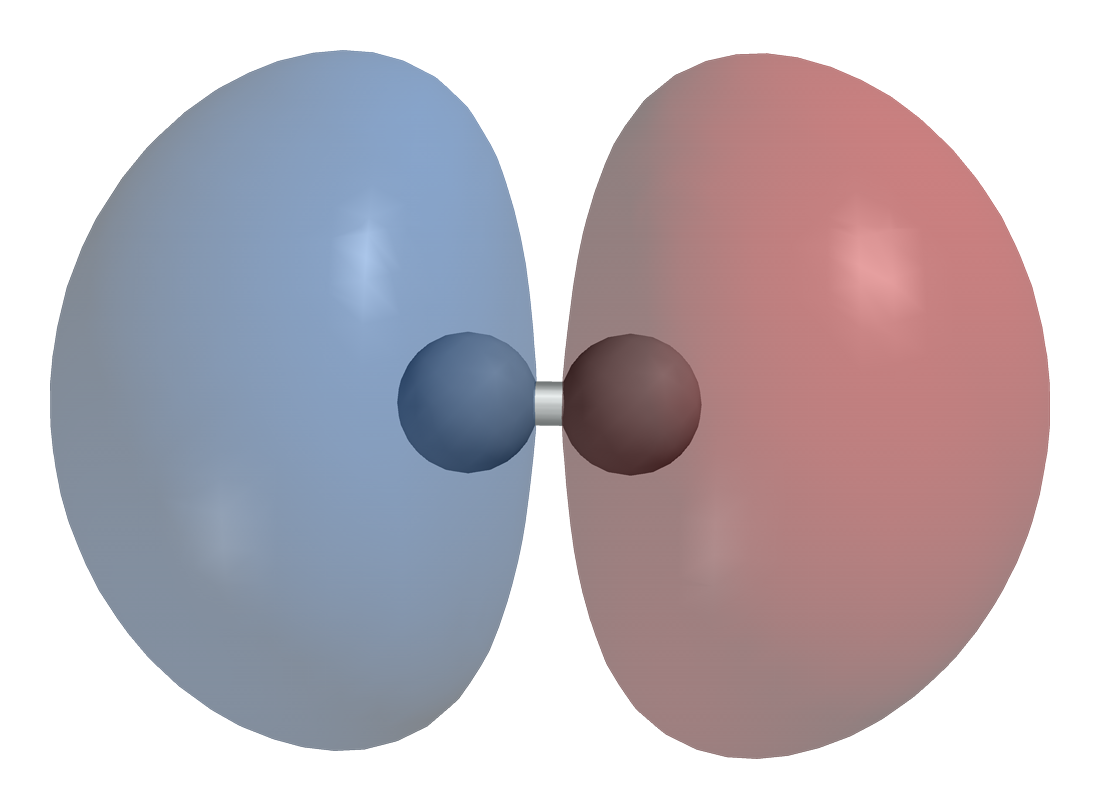
H_{2} 1sσ* 反結合性分子軌道

化学結合理論において、反結合性軌道（はんけつごうせいきどう、英: antibonding orbital）は、電子によって占有された場合に2つの原子間の結合を弱め、分かれた原子の状態よりも分子のエネルギーを上昇させる分子軌道の一種である。このような軌道は核間の結合領域に1つ以上の節を持つ。この軌道における電子の密度は結合領域の外側に集中し、核を互いに遠ざけ、2つの原子間に相互反発を生じさせる。

## 二原子分子
反結合性分子軌道 (MO) は通常、結合性分子軌道よりもエネルギー的に「高い」。結合性および反結合性軌道は、パウリの排他原理の結果として、2つの原子が組み合わさって分子となる時に形成される。初めは離れていた2つの水素原子が結合することを考える。これらの原子が遠く離れて孤立している時、原子は全く同じエネルギー準位を持つ。しかしながら、2つの原子間の間隔が小さくなるにつれ、電子の波動関数が重なり合い始める。パウリの原理により、相互作用系において2つの電子は同じ量子状態を取ることはできない。ゆえに、全波動関数（空間座標とスピン座標の積）は反対称でなければならない。したがって、孤立した原子のそれぞれのエネルギー準位は、元の原子の準位よりもエネルギー的に低い軌道（対称空間波動関数）とより高い軌道（反対称空間波動関数）の対に属する2つの分子軌道へと分裂する。例えば、基底状態エネルギー準位である1sは2つの分子軌道へと分裂する。低い方の軌道は元の原子軌道よりもエネルギー的に低いため、より安定であり、2つのH原子がH2へと結合するのを促進する。これが結合性軌道である。高い方の軌道は元の原子軌道よりもエネルギー的に高く、より不安定であり、したがって結合を妨害する。これが反結合性軌道である。H2といった分子において、通常2つの電子はエネルギー的により低い結合性軌道を占有し、したがって分子は分かれたH原子よりも安定である。
分子軌道は2つの核間の電子密度が結合性相互作用が全くない場合よりも低い時に反結合性となる。分子軌道が2つの原子間の「節面」において（正から負へ）符号を変える時、「これらの原子に関して反結合性である」と言われる。分子軌道ダイアグラムにおいて、反結合性軌道はしばしばアスタリスク (*) でラベルされる。
等核二原子分子において、σ*（シグマスター）反結合性軌道はσ結合のように2つの核を通過する節面を持たず、π*（パイスター）軌道はπ結合のように2つの核を通過する節面を1つ持つ。
反結合性のもう一つの特徴は、「反結合性軌道は結合性軌道が結合性であるよりも反結合性である」という点である。これにより、反結合性分子軌道のエネルギーは核-核反発の存在によって上昇すると結論される。

## 多原子分子

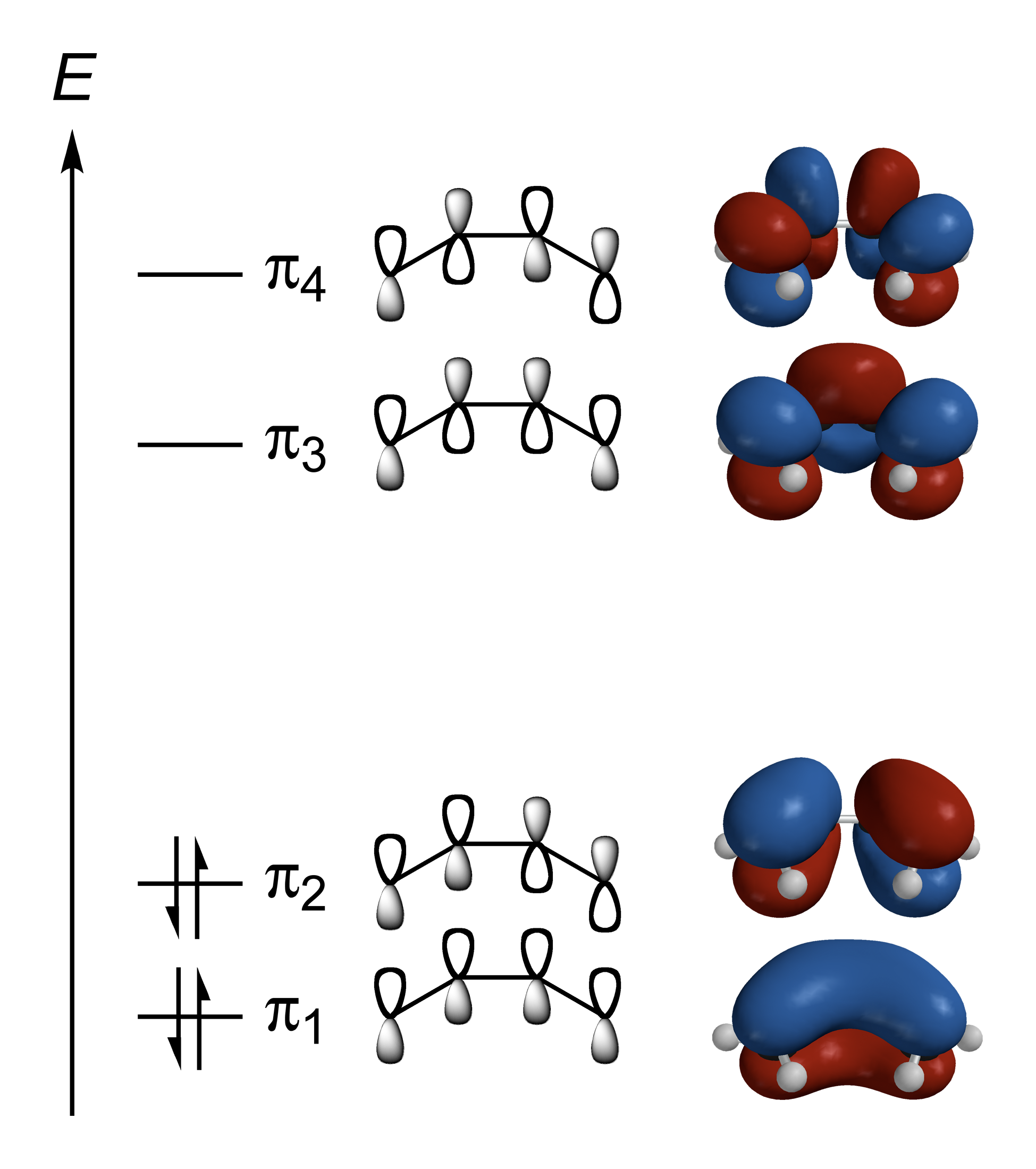
ブタジエンのπ分子軌道。2種類の色は波動関数の逆の符号を示す。

複数の原子からなる分子において、一部の軌道は3つ以上の原子に渡って非局在化し得る。特定の分子軌道は「ある隣合う原子の対に関しては結合性」であり、「その他の対に関しては反結合性」となり得る。結合性相互作用の数が反結合性相互作用の数を上回ると、その分子軌道は「結合性」であると言われるが、反結合性相互作用の数が結合性相互作用の数を上回ると、その分子軌道は「反結合性」と言われる。
例えば、ブタジエンは4つの炭素原子全てに渡って非局在化したπ軌道を有する。基底状態において占有されている結合性π軌道は2つ存在する。π1は全ての炭素間で結合性であるが、π2はC1-C2間とC3-C4では結合性で、C2-C3間では反結合性である。また、図に示すように2つおよび3つの反結合性相互作用をそれぞれ持つ反結合性π軌道も存在する。これらは基底状態では空であるが、励起状態では占有され得る。
同様に、6つの炭素原子を持つベンゼンは3つの結合性π軌道と3つの反結合性π軌道を有する。それぞれの炭素原子はベンゼンのπ系へ1個の電子を供与しているため、6つのπ電子が存在し、それらがエネルギーが低い方から3つのπ分子軌道（結合性π軌道）を満たす。
反結合性軌道は分子軌道理論の観点から化学反応を説明するためにも重要である。ロアルド・ホフマンと福井謙一は化学反応過程の分子軌道による理論的研究によって1981年のノーベル化学賞を分け合った。